# Сенегал на Олимпийских играх
Сенегал впервые принял участие в летних Олимпийских играх в Токио в 1964 году и с тех пор не пропустил ни одной летней Олимпиады. На зимних Олимпийских играх сенегальские спортсмены дебютировали в 1984 году на Играх в Сараево, и всего приняли участие в пяти зимних Олимпиадах. На каждой из зимних Олимпиад Сенегал представлял только один спортсмен: на Играх в Сараево, в Альбервиле и в Лиллехаммере это был лыжник Ламин Гейе, а на Играх в Турине и в Ванкувере — горнолыжник Лейти Секк.
За время выступления на Олимпийских играх сенегальские спортсмены завоевали только одну олимпийскую медаль. В 1988 году на Играх в Сеуле, сенегальский легкоатлет Амаду Диа Ба завоевал серебряную медаль в беге на 400 метров с барьерами.

## Медалисты
| Медаль  | Спортсмен    | Игры      | Вид спорта      | Дисциплина                 |
| ------- | ------------ | --------- | --------------- | -------------------------- |
| Серебро | Амаду Диа Ба | 1988 Сеул | Лёгкая атлетика | 400 м с барьерами, мужчины |

## Медальный зачёт
| Игры      | Золото | Серебро | Бронза | Всего |
| --------- | ------ | ------- | ------ | ----- |
| 1988 Сеул | 0      | 1       | 0      | 1     |
| Итого     | 0      | 1       | 0      | 1     |